# Conclave de 1829
El conclave de 1829 va ser convocat el 24 de febrer 1829, després de la mort del Papa Lleó XII, que es va produir el 10 de febrer i va acabar el 31 de març amb l'elecció del cardenal Francisco Saverio Castiglioni que, amb el nom de Pius VIII, es va convertir en el 253è papa de l'Església Catòlica.

## Situació general
El cardenal Emmanuele De Gregorio va ser proposat com a candidat acceptable per als francesos, mentre que el cardenal Bartolomeo Pacca venia proposat per l'ala més moderada, però en contra seu es va abatre el veto del rei Carles X de França.
El conclave concentrà alhora els vots de Francesco Saverio Castiglioni, a la recerca d'un candidat de compromís. Castiglioni havia estat a prop de l'elecció en el conclave de 1823 com a representant dels politicanti (els moderats), però no va ser elegit quan els cardenals zelanti s'adonaren que era massa proper al cardenal Ercole Consalvi. Al 1829 estava sent deixat de costat a causa del seu mal estat de salut; però malgrat això, el 31 de març de 1829 Castiglioni va ser elegit Papa i va prendre el nom de Pius VIII.
A la mort de Lleó XII els cardenals eren 59, però el cardenal Giovanni Francesco Marazzani Visconti va morir en l'interregne. Van entrar al conclave 50 cardenals; els altres vuit no va participar en raons de distància o de salut.

## Composició del Sacre Col·legi

### Cardenals presents al conclave
| Nom                                               | País                       | Títol                                                           | Càrrec | Creació                             | Edat |
| ------------------------------------------------- | -------------------------- | --------------------------------------------------------------- | --- | ----------------------------------- | ---- |
| Giulio Maria de la Somaglia                       | Ducat de Parma             | Òstia i San Lorenzo in Damaso in commendam                      | Degà del Sacre Col·legi; Secretari de la Congregació de l'Inquisició; Prefecte de la Congregació dels Ritus; Arxipreste de la Basílica de Sant Joan del Laterà | 1 de juny de 1795 per Pius VI       | 84   |
| Bartolomeo Pacca                                  | Estats Pontificis          | Porto, Santa Rufina e Civitavecchia                             | Sots-degà del Sacre Col·legi; Prefecte de la Congregació sobre la correcció dels llibres de l'Església oriental; Cardenale Pro-Datari                          | 23 de febrer de 1801 per Pius VII   | 72   |
| Pietro Francesco Galleffi                         | Estats Pontificis          | Albano                                                          | Camarlenc de la Santa Església Romana; Arxipreste de la Basílica Vaticana                                                                                      | 11 de juliol de 1803 per Pius VII   | 58   |
| Tommaso Arezzo                                    | Regne de les Dues Sicílies | Sabina                                                          | Vice-Canceller de la Santa Església Romana; Llegat apostòlic a Ferrara                                                                                         | 8 de març de 1816 per Pius VII      | 72   |
| Francesco Saverio Castiglioni                     | Estats Pontificis          | Frascati                                                        | Penitencier Major; Prefecte de la Congregació de l'Índex de llibres prohibits Elegit papa amb el nom de Pius VIII                                              | 8 de març de 1816 per Pius VII      | 67   |
| Francesco Bertazzoli                              | Estats Pontificis          | Palestrina                                                      | Prefecte de la Congregació dels Estudis | 10 de març de 1823 per Pius VII     | 74   |
| Giuseppe Firrao                                   | Regne de les Dues Sicílies | Sant'Eusebio                                                    | Cardenal protoprevere | 23 de febrer de 1801 per Pius VII   | 92   |
| Luigi Ruffo di Scilla                             | Regne de les Dues Sicílies | San Martino ai Monti                                            | Arquebisbe metropolità de Nàpols | 23 de febrer de 1801 per Pius VII   | 78   |
| Joseph Fesch                                      | Regne de França            | San Lorenzo in Lucina i Santa Maria della Vittoria in commendam | Arquebisbe metropolità de Lió | 17 de gener de 1803 per Pius VII    | 66   |
| Carlo Oppizzoni                                   | Regne Llombardovènet       | San Bernardo alle Terme Diocleziane                             | Arquebisbe metropolità de Bolonya | 26 de març de 1804 per Pius VII     | 59   |
| Pietro Gravina                                    | Regne de les Dues Sicílies | San Lorenzo in Panisperna                                       | Arquebisbe metropolità de Palerm | 8 de març de 1816 per Pius VII      | 79   |
| Giuseppe Morozzo de la Rocca                      | Regne de Sardenya          | Santa Maria degli Angeli                                        | Bisbe de Novara | 8 de març de 1816 per Pius VII      | 70   |
| Fabrizio Sceberras Testaferrata                   | Malta                      | Santa Pudenziana                                                | Bisbe de Senigallia | 8 de març de 1816 per Pius VII      | 71   |
| Benedetto Naro                                    | Estats Pontificis          | San Clemente                                                    | Prefecte de la Congregació de la Disciplina dels Regulars; Arxipreste de la Basílica Liberiana de Santa Maria Major                                            | 8 de març de 1816 per Pius VII      | 84   |
| Emmanuele De Gregorio                             | Regne de les Dues Sicílies | Santi Bonifacio e Alessio                                       | Prefecte de la Congregació del Concili; Arximandrita del Santíssim Salvador                                                                                    | 8 de març de 1816 per Pius VII      | 70   |
| Giorgio Doria Pamphilj Landi                      | Estats Pontificis          | Santa Cecilia                                                   | Gran Prior de Roma del Sobirà Orde Militar de Malta | 8 de març de 1816 per Pius VII      | 56   |
| Anne-Antoine-Jules de Clermont-Tonnerre           | Regne de França            | Santissima Trinità al Monte Pincio                              | Arquebisbe metropolità de Tolosa | 2 dicembre 1822 per Pius VII        | 80   |
| Giovanni Francesco Falzacappa                     | Estats Pontificis          | Santa Maria in Trastevere                                       | Prefecte de la Signatura Apostòlica | 10 de març de 1823 per Pius VII     | 61   |
| Antonio Pallotta                                  | Estats Pontificis          | San Silvestro in Capite                                         | Llegat a latere per les provínces de Marittima i Campagna | 10 de març de 1823 per Pius VII     | 59   |
| Carlo Maria Pedicini                              | Estats Pontificis          | Santa Maria della Pace                                          | Prefecte de la Congregació de la immunitat eclesiàstica | 10 de març de 1823 per Pius VII     | 59   |
| Ercole Dandini                                    | Estats Pontificis          | Santa Balbina                                                   | Prefecte de la Congregació del Bon Govern | 10 de març de 1823 per Pius VII     | 69   |
| Carlo Odescalchi, S.J.                            | Estats Pontificis          | Santi XII Apostoli                                              | Prefecte de la Congregació dels bisbes i regulars | 10 de març de 1823 per Pius VII     | 43   |
| Giacinto Placido Zurla, O.S.B.Cam.                | Regne Llombardovènet       | Santa Croce in Gerusalemme                                      | Vicari general de Sa Santedat pel Bisbat de Roma | 10 de març de 1823 per Pius VII     | 59   |
| Anne-Louis-Henri de La Fare                       | Regne de França            | Santa Maria in Traspontina                                      | Arquebisbe metropolità de Sens | 16 de maig de 1823 per Pius VII     | 76   |
| Giovanni Battista Bussi                           | Estats Pontificis          | San Pancrazio fuori le mura                                     | Arquebisbe metropolità de Benevent | 3 de maig de 1824 per Lleó XII      | 74   |
| Bonaventura Gazola, O.F.M.Ref.                    | Ducat de Parma             | San Bartolomeo all'Isola                                        | Bisbe de Montefiascone i Corneto | 3 de maig de 1824 per Lleó XII      | 84   |
| Karl Kajetan von Gaisruck                         | Imperi Austríac            | San Marco                                                       | Arquebisbe metropolità de Milà | 27 settembre1824 per Lleó XII       | 59   |
| Ludovico Micara, O.F.M.Cap.                       | Estats Pontificis          | Santi Quattro Coronati                                          | Ministre general de l'Orde dels Frares Menors Caputxins | 20 dicembre 1824 per Lleó XII       | 53   |
| Gustave-Maximilien-Juste de Croÿ-Solre            | Regne de França            | Santa Sabina                                                    | Arquebisbe metropolità de Rouen | 21 de març de 1825 per Lleó XII     | 55   |
| Bartolomeo Alberto (Mauro) Cappellari, O.S.B.Cam. | Regne Llombardovènet       | San Callisto                                                    | Prefecte de la congregació de Propaganda Fide | 21 de març de 1825 per Lleó XII     | 63   |
| Jean-Baptist-Marie-Anne-Antoine de Latil          | Regne de França            | San Sisto                                                       | Arquebisbe metropolità de Reims | 13 de març de 1826 per Lleó XII     | 67   |
| Pietro Caprano                                    | Estats Pontificis          | Cardenal prevere                                                | Cap càrrec oficial | 2 d'octubre de 1826 per Lleó XII    | 69   |
| Giacomo Giustiniani                               | Estats Pontificis          | Santi Marcellino e Pietro                                       | Bisbe d'Imola | 2 d'octubre de 1826 per Lleó XII    | 59   |
| Vincenzo Macchi                                   | Estats Pontificis          | Santi Giovanni e Paolo                                          | Legat apostòlico a Ravenna | 2 d'octubre de 1826 per Lleó XII    | 58   |
| Giacomo Filippo Fransoni                          | Regne de Sardenya          | Santa Maria in Aracoeli                                         | Nunci apostòlico emèrit a Portugal | 2 d'octubre de 1826 per Lleó XII    | 53   |
| Benedetto Colonna Barberini di Sciarra            | Estats Pontificis          | Cardinale presbitero                                            | Mestre de cambra emèrit de Sa Santedat | 15 de desembre de 1828 per Lleó XII | 40   |
| Giovanni Antonio Benvenuti                        | Estats Pontificis          | Santi Quirico e Giulitta                                        | Bisbe d'Osimo i Cingoli | 15 de desembre de 1828 per Lleó XII | 63   |
| Ignazio Nasalli-Ratti                             | Ducat de Parma             | Sant'Agnese fuori le mura                                       | Cap càrrec oficial | 25 de juny de 1827 per Lleó XII     | 78   |
| Joachim-Jean-Xavier d'Isoard                      | Regne de França            | San Pietro in Vincoli                                           | Arquebisbe metropolità d'Aush | 25 de juny de 1827 per Lleó XII     | 62   |
| Antonio Domenico Gamberini                        | Estats Pontificis          | Cardenale prevere                                               | Bisbe d'Orvieto | 15 de desembre de 1828 per Lleó XII | 68   |
| Giuseppe Albani                                   | Estats Pontificis          | Santa Maria in Via Lata                                         | Secretari dels Breus Apostòlics; Legat apostòlic a Bolonya; Cardenal protodiaca                                                                                | 23 de febrer de 1801 per Pius VII   | 78   |
| Giovanni Caccia Piatti                            | Regne de Sardenya          | Santi Cosma e Damiano                                           | Prefecte del Suprem Tribunal de la Signatura de Gràcia | 8 de març de 1816 per Pius VII      | 77   |
| Pietro Vidoni                                     | Regne Llombardovènet       | San Nicola in Carcere                                           | Cap càrrec oficial | 8 de març de 1816 per Pius VII      | 69   |
| Agostino Rivarola                                 | Regne de Sardenya          | Santa Maria ad Martyres                                         | Prefecte de la Congregació de les Aigües | 1 d'octubre de 1817 per Pius VII    | 70   |
| Cesare Guerrieri Gonzaga                          | Regne Llombardovènet       | Sant'Adriano al Foro                                            | President de la Congregació del Cens | 27 settembre 1819 per Pius VII      | 79   |
| Antonio Maria Frosini                             | Ducat de Mòdena i Reggio   | Santa Maria in Cosmedin                                         | Prefecte de la Congregació per les indulgències i les sacres relíquies                                                                                         | 10 de març de 1823 per Pius VII     | 77   |
| Tommaso Riario Sforza                             | Regne de les Dues Sicílies | Santa Maria in Domnica                                          | Legat apostòlic a Forlì; Camarlec del Col·legi Cardenalici | 10 de març de 1823 per Pius VII     | 47   |
| Tommaso Bernetti                                  | Estats Pontificis          | San Cesareo in Palatio                                          | Cardenal Secretari d'Estat de Sa Santedat | 2 d'octubre de 1826 per Lleó XII    | 49   |
| Belisario Cristaldi                               | Estats Pontificis          | Santa Maria in Portico Campitelli                               | Tresorer emèrit de la Cambra Apostòlica | 15 de desembre de 1828 per Lleó XII | 64   |
| Juan Francisco Marco y Catalán                    | Regne d'Espanya            | Cardenal diaca                                                  | Vice-Camarlenc emèrito de la Cambra Apostòlica | 15 de desembre de 1828 per Lleó XII | 57   |

### Cardenals absents
| Nom                                         | País              | Títol                  | Càrrec                             | Creació                             | Edat |
| ------------------------------------------- | ----------------- | ---------------------- | ---------------------------------- | ----------------------------------- | ---- |
| Cesare Brancadoro                           | Estats Pontificis | Sant'Agostino          | Arquebisbe metropolità de Fermo    | 23 de febrer de 1801 per Pius VII   | 73   |
| Francesco Cesarei Leoni                     | Estats Pontificis | Santa Maria del Popolo | Bisbe de Jesi                      | 8 de març de 1816 per Pius VII      | 72   |
| Rodolfo Giovanni d'Asburgo-Lorena           | Imperi Austríac   | San Pietro in Montorio | Arquebisbe metropolità d'Olomouc   | 4 de juny de 1819 per Pius VII      | 41   |
| Patrício da Silva, O.E.S.A.                 | Regne de Portugal | Cardenal prevere       | Patriarca de Lisboa                | 27 de setembre de 1824 per Lleó XII | 72   |
| Teresio Ferrero de la Marmora               | Regne de Sardenya | Cardenal prevere       | Bisbe emèrit de Saluzzo            | 27 settembre 1824 per Lleó XII      | 71   |
| Pedro Inguanzo Rivero                       | Regne d'Espanya   | San Tommaso in Parione | Arquebisbe metropolità de Toledo   | 20 de desembre de 1824 per Lleó XII | 64   |
| Francisco Javier de Cienfuegos y Jovellanos | Regne d'Espanya   | Cardenal prevere       | Arquebisbe metropolità de Sevilla  | 13 de març de 1826 per Lleó XII     | 62   |
| Alexander Rudnay Divékújfalusi              | Imperi Austríac   | Cardenal prevere       | Arquebisbe metropolità d'Esztergom | 2 d'octubre de 1826 per Lleó XII    | 68   |

## Distribució geogràfica

### Itàlia
- Estats Pontificis - 24 cardenals (41,3%)
- Regne de les Dues Sicílies - 6 cardenals (10,3%)
- Regne de Sardenya - 5 cardenals (8,6%)
- Regne Llombardovènet - 5 cardenals: (8,6%)
- Ducat de Parma - 3 cardenals (5,1%)
- Ducat de Mòdena i Reggio - 1 cardenal (1,7%)

Total: 44 cardenals (75,8% del Sacre Col·legi)

### Europa
- Regne de França - 6 cardenals (10,3%)
- Regne d'Espanya - 3 cardenals (5,1%)
- Imperi Austríac - 3 cardenals (5,1%)
- Regne de Portugal - 1 cardenal (1,7%)
- Imperi Britànic - 1 cardenal (1,7%)

Total: 14 cardenals (24,1% del Sacre Col·legi)